# 勒泰勒站
勒泰勒站是法国的一个铁路车站，位于法国东北部城市勒泰勒。

## 位置
勒泰勒站位于勒泰勒市区的东部。车站大致呈东北-西南走向，开口朝西北。

## 车站设施
勒泰勒站是一个小型铁路车站，站内设有人工售票窗口及自动售票机。

## 停靠线路
以下列车线路在勒泰勒站停靠：
| 勒泰勒站列车线路表                       |              |               |                                        |              |
| 线路                                     | 车种         | 上一站        | 下一站                                 | 大致运行频率 |
| 巴黎—沙勒维尔-梅济耶尔/色当              | TGV          | 兰斯          | 沙勒维尔-梅济耶尔                      | 每天2趟左右  |
| 香槟-阿登TGV/兰斯—沙勒维尔-梅济耶尔/色当 | 法国大区列车 | 兰斯/巴藏库尔 | 阿马涅-吕基/普瓦泰龙/沙勒维尔-梅济耶尔 | 每天3趟左右  |
| 1.                                       |              |               |                                        |              |

## 配套交通

### 大巴车
勒泰勒站对应的大巴车上下车地点位于车站前方的广场上，阿登省客运公司提供前往武济耶方向的大巴车。此外，当某条铁路线施工或罢工时，SNCF也会提供途径该线路沿途站点的大巴车。

### 城市公交
勒泰勒站附近暂无城市公共交通线路。

## 临近车站
| 勒泰勒站（Gare de Rethel）     |                  |               |
| 上行车站                       | 线路             | 下行车站      |
| 巴藏库尔站                     | 苏瓦松－日韦铁路 | 阿马涅-吕基站 |
| - 本表仅显示运营中的线路及车站 |                  |               |